# Hu Yadan
Pour les articles homonymes, voir Hu.
Dans ce nom chinois, le nom de famille, Hu, précède le nom personnel.
Hu Yadan (née le 19 janvier 1996) est une plongeuse chinoise devenue vice-championne du monde de plongeon à 10 m lors des championnats du monde de Shanghai de 2011.

## Palmarès

### Championnats du monde
- Championnats du monde de 2011 à Shanghai  Chine :
  -  Médaille d'argent au plongeon à 10 m.

### Jeux asiatiques
- Jeux asiatiques de 2010 à Canton  Chine :
  -  Médaille d'or au plongeon à 10 m.